# San Martino di Finita
San Martino di Finita (Shën Mërtiri in arbëreshë) è un comune italiano di 942 abitanti della provincia di Cosenza situato sul versante interno della Catena Costiera calabrese, a nord del capoluogo provinciale.
Fu fondato tra la fine del XV e l'inizio del XVI secolo da profughi albanesi, che dovettero abbandonare la propria terra per l'invasione turco ottomana, i cui discendenti ancora oggi lo abitano. Da allora si mantiene la lingua e i costumi tradizionali arbëreshë, ma non più il rito bizantino greco (che dal 1643 passò a quello latino poiché i papàdes di rito greco dovevano andare per un'adeguata istruzione in Grecia e quasi tutti vi sono rimasti).

## Geografia fisica
San Martino di Finita è situato sulle pendici interne della Catena Costiera calabrese (Appennino Paolano), nella media valle del Crati, a un'altitudine di 550 m. sul livello del mare. Circondato da castagneti secolari è immerso in un rigoglioso ambiente naturale a ridosso della valle del fiume Finita a Nord e di quella del torrente Coscinello a Sud.
La comunità è inserita, e non solo geograficamente, nell'area delle comunità arbëreshe cosiddette della Valle Sinistra del Crati, insieme a Rota Greca, San Benedetto Ullano, Marri, San Giacomo, Cerzeto, Cavallerizzo, Mongrassano e Cervicati.

### Territorio
Per la quasi totalità è collinare e montuoso; l'altitudine varia tra i 114 e i 1328 m slm. L'unica zona pianeggiante è quella della contrada Brugnano, a valle del paese, che copre un'area di circa 3 km². La zona di superficie più ampia è rappresentata da castagneti e faggete.

### Il dissesto idrogeologico
Da qualche anno si è fatta sempre più insistente la questione del dissesto idrogeologico di San Martino che, come molti altri paesi della Catena Costiera calabrese (per esempio Mongrassano, Rota Greca, San Fili), è soggetto a rischio di frane e smottamenti che potrebbero interessare direttamente gli edifici abitati. Dopo la tragica frana del marzo 2005 che ha reso inabitabile Cavallerizzo (una piccola frazione del comune di Cerzeto) il problema della messa in sicurezza dell'abitato è tornato d'attualità. Movimenti franosi, seppur di minore entità e più localizzati, interessano anche la frazione Santa Maria.

## Origini del nome
Il toponimo proviene dall'omonimo Santo, a cui era dedicata la chiesetta di San Martino che probabilmente era ubicata nei pressi dell'attuale centro abitato, in località chiamata nel catasto comunale del 1825 San Martino Vecchio, e dalla tradizione popolare Qisheza (La chiesetta) o Qisheza e vjetër (la chiesetta vecchia). Nel sito si trovano delle cripte, con intorno i ruderi di quella che fu la struttura sovrastante.
La seconda parte del toponimo è costituita dal nome del torrente Finita che scorre nelle immediate vicinanze del paese, questo è stato aggiunto con R.D. del 22 gennaio del 1863. Il torrente (la cui denominazione deriva dal latino finitus, ossia confinato), anticamente, divideva il territorio di Regina (dove è posto oggi l'abitato di San Martino), e quello di San Marco. Il fiume nasce in corrispondenza del limite territoriale con il comune di Cerzeto, per poi sfociare nel Crati all'altezza della località Torano Scalo.

## Storia
San Martino fu fondato nella seconda metà del XV secolo, da un gruppo di famiglie provenienti dall'Albania sud-occidentale, in particolare dalla Ciamuria, in seguito all'occupazione dei Balcani da parte dei turchi ottomani.
La prima notizia storica documentata risale al 1503, quando i Percettori Provinciali Regi - che avevano la loro sede a Cosenza - eseguirono un censimento, a fini fiscali, dei villaggi albanesi della Calabria Citeriore: in quella occasione, a "Sancto Martino" furono attribuiti 22 pagliara (o fuochi) per un totale di circa 80 abitanti. Un successivo censimento fiscale di cui si ha notizia, anch'esso circoscritto alle comunità arbëreshë della Calabria Citeriore, fu eseguito dagli Ufficiali Regi nel 1543. La popolazione di "Sancto Martino" risultò allora formata da 241 abitanti e suddivisa in 71 "fuochi", ossia nuclei familiari. I cognomi arbëreshë più diffusi erano: Basti, Bua, Calì, Camideca, Cartofiloca, Clavaro, Coppola (Kopullë), Dardes, Licursi (che i notai e lo Zangari trascrivono erroneamente come Di Li Cririssi, Li Curisti e Li Curissi), Drames, Ferraro, Gliossia, Golè, Greco, Malicchia, Migliano, Mosacchio, Namila, Pillora, Radi, Rotundo, Silves, Spata, Sulla, Tozio (fra i cognomi prevalgono Drames e Tozio ovvero Toccio).
All'epoca dell'arrivo degli Albanesi, avvenuto in una data successiva al 1468 (anno della morte di Giorgio Castriota Scanderbeg), il territorio di Sancto Martino rientrava nell'immenso Stato feudale dei Sanseverino, Principi di Bisignano, e ricadeva nelle pertinenze del castello di Regina. Per l'amministrazione ecclesiastica, invece, San Martino apparteneva alla Diocesi di Bisignano.
Nel 1572 - ossia cent'anni dopo la venuta degli Albanesi - risulta che il principe di Bisignano, Nicolò Bernardino Sanseverino, affittò e poi vendette definitivamente il castello di Regina, assieme alla giurisdizione criminale dei casali di San Benedetto Ullano e di San Martino. Da un Parlamento del 1573 risulta che è barone di San Martino Francesco Russo. Nel 1613 il feudo è in possesso di suo figlio Gio: Giacomo Rossi Alimena, che elegge suo governatore Pompeo Dattilo di Cosenza. Nel 1620 il feudo passa a sua figlia Beatrice che sposa Ottavio Rossi di Montalto. Il 21 maggio 1634 ottiene il beneficio, insieme al feudo Di Felice (oggi Falerna) per un valore di 10.000 ducati quale beni dotali, la loro figlia Camilla che va in sposa a Fabio Alimena di Montalto. Il 9 dicembre 1661 Fabio Alimena, che morirà l'anno successivo, fa stilare il suo testamento. Lascia al suo primogenito Alfonso i feudi detti Poligrò, Yipso e Marri nel territorio di Cerenzia.
Nel 1663 muore anche il barone Ottavio Rossi e il feudo di San Martino passa a sua figlia Camilla che elegge suo procuratore il figlio Alfonso, il quale ne entra in possesso alla morte della madre, avvenuta nel 1690. Con quest'atto il feudo di San Martino passa definitivamente sotto la casata degli Alimena che, anche con il titolo di Marchese (privilegio del 20 marzo 1730 concesso a Pietro Paolo Alimena primogenito di Alfonso) lo possiede fino all'eversione della feudalità (1806).

### Brigantaggio e Risorgimento
Durante tutto l'800 la Calabria e il Regno di Napoli furono interessati dal fenomeno del Brigantaggio. Con la rivoluzione giacobina i paesi della Calabria insorsero e in tutti i paesi arbëreshë fu fissato l'Albero della Libertà ma in seguito all'occupazione francese nella provincia vennero organizzate rivolte e azioni contro l'esercito occupante. Nelle Condanne della Commissione Francese del 24 ottobre e del 3 novembre del 1806 compaiono condannati alla pena di morte tramite impiccagione individui di diverse comunità arbëreshë ma nessuno di San Martino di Finita.
In seguito alla Restaurazione e al ritorno al potere dei Borboni il brigantaggio continuò ad estendersi contro il regime restaurato e i nuovi governanti, cosicché il fenomeno interessò anche San Martino di Finita e i Comuni limitrofi.
Nei processi per brigantaggio del 1843 compaiono i nomi di diversi Sammartinesi, alcuni dei quali insieme ad imputati di altre comunità.:
- Vincenzo Licursi, fu Filippo, anni 36, sarto di San Martino fu imputato dell'omicidio premeditato di Gennaro Licursi, e del mancato omicidio di Ludovico e *Vincenzo Licursi. Fu condannato alla pena di morte da eseguirsi col laccio sulle forche.
- Giuseppe Licursi, fu Filippo, di anni 32, fratello del suddetto Vincenzo, bracciale di San Martino, fu anch'egli condannato alla pena di morte.
- Matteo Zavatto, fu Matteo, di anni 27, massaro di San Martino e suo fratello Francesco, bracciante ventisettenne, che ne '37 risulta latitante, furono entrambi condannati alla pena di morte[8][9].

Nel processo della Gran Corte Criminale di Calabria Citra del 1851 furono condannati: Andrea Musacchio alias Cancello accusato di d'incesso per la campagna in comitiva armata commettendo misfatti e delitti in agosto del 1851, di omicidio premeditato a colpo d'arma da fuoco in persona di D. Nicola Alimena, il 31 luglio 1851. Furono accusati inoltre per complicità nell'omicidio e altri delitti: Arcangiolo Donadio alias Mastronicola, Salvatore Pollera alias Arignano, Francescantonio Pinnola Michele Tocci Ceraso, Giovan Battista Turco di Guardia domiciliato in San Martino, Giuseppe Ferraro Pistacchio, Antonio Marrello di Ajello domiciliato in Sammartino, Gerardo Cittadino, Francesco Musacchio, Arcangelo e Dionigio Musacchio, Domenico Cistaro fu Ambrogio.. Andrea Musacchio e Michele Tocci morirono dopo qualche mese di tisi nel carcere di Ventotene.
Nei fatti i sammartinesi diedero un importante contributo al Risorgimento. Nei processi politici della Gran Corte Criminale eseguiti dal 1848 al 1854 furono condannati per associazione in banda armata con oggetto di distruggere e cambiare il Governo, con avervi esercitato impiego, funzione e comando, in giugno del 48: Pasquale Cavallo, Luigi Musacchio, Domenico, Vincenzo e Francescantonio Pinnola, Agostino, Alessandro, Samuele e Angelo Tocci, Domenico Cistaro e Giuseppe Drammis..
Il 1860 è sindaco Samuele Tocci; la Forza Armata di San Martino è composta da 166 militi un Capo Compagnia (Domenico Pinnola), 2 Capo Plotone (Pasquale Cavallo e Samuele Tocci), 4 Capo Sezione (Paolo Garrafa, Stefano Carci, Francesco Migliani, Arcangelo Pinnola), 9 Capo Brigata e 18 Sotto Capo Brigata. Risulta dalla Situazione della Forza Armata, Guardia Nazionale, redatta dal Capo Plotone, Pasquale Cavallo, il 15 dicembre del 1860, che il Capo Compagnia Domenico Pinnola, un Capo Sezione, due Capo Brigata, quattro Sotto Capo Brigata e 38 militi sono partiti volontari al seguito del generale Giuseppe Garibaldi, e si trovano in Napoli e dintorni. Dunque, 46 militari sono partiti unendosi alle truppe garibaldine. Tra loro vi sono: Domenico e Arcangelo Pinnola, Agostino e Francesco Tocci che combatterono al Campo di Agrifoglio a Capua.
Dal 1º luglio al 31 dicembre del 1866 Giuseppe Pinnola, figlio di Domenico, trovandosi in servizio di leva, andò a combattere per sei mesi la battaglia Garibaldina contro gli Austriaci e per questo ebbe la medaglia all'onore nel 1914. Nel 1872 furono processati per brigantaggio e diversi delitti Agostino, Francesco e Gervasio Tocci.

### Simboli
Lo stemma e il gonfalone sono stati concessi con decreto del presidente della Repubblica del 20 ottobre 1998.
Il gonfalone è un drappo di giallo.

## Monumenti e luoghi d'interesse

### Architetture religiose

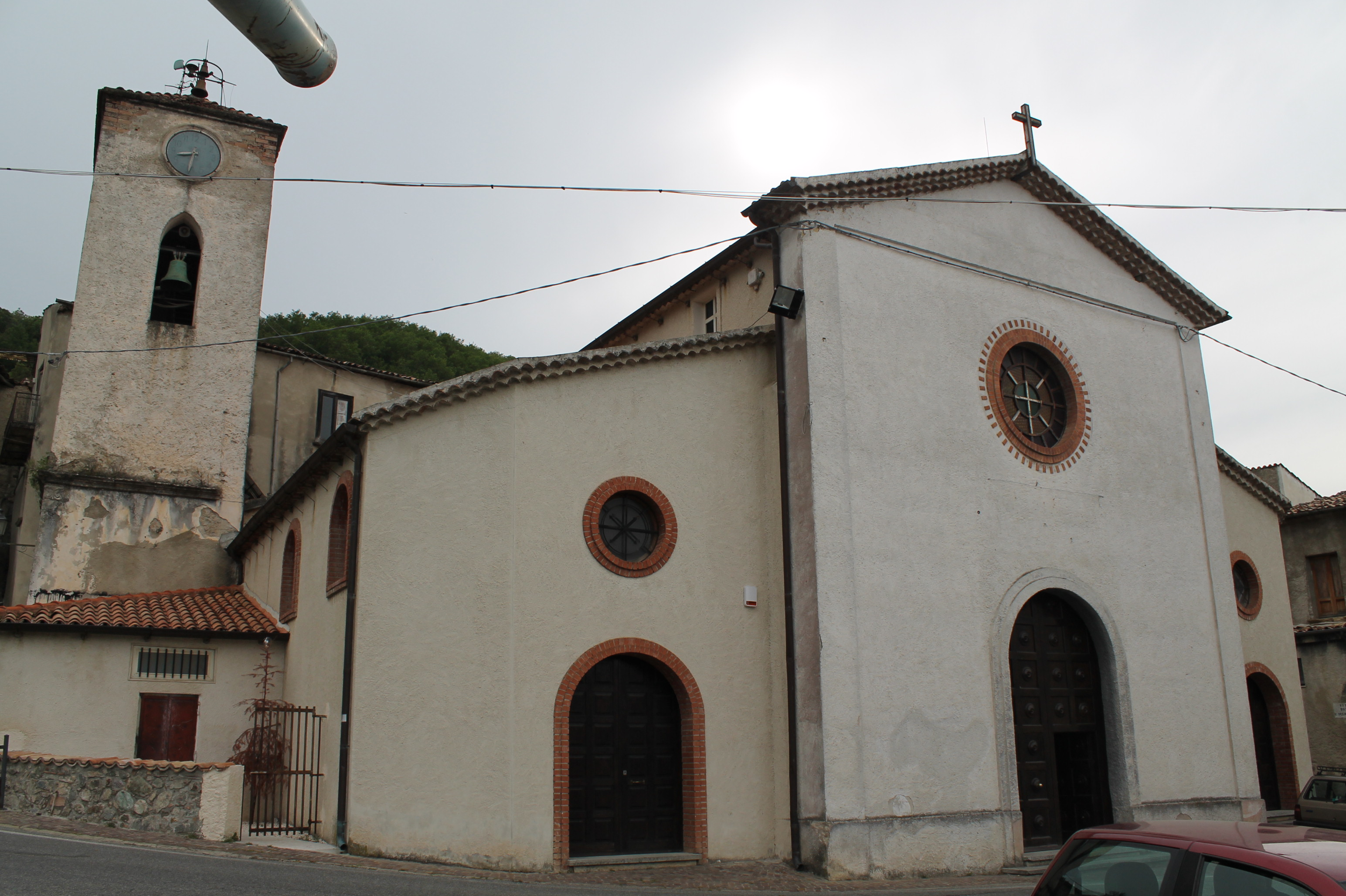
Chiesa Madre e campanile

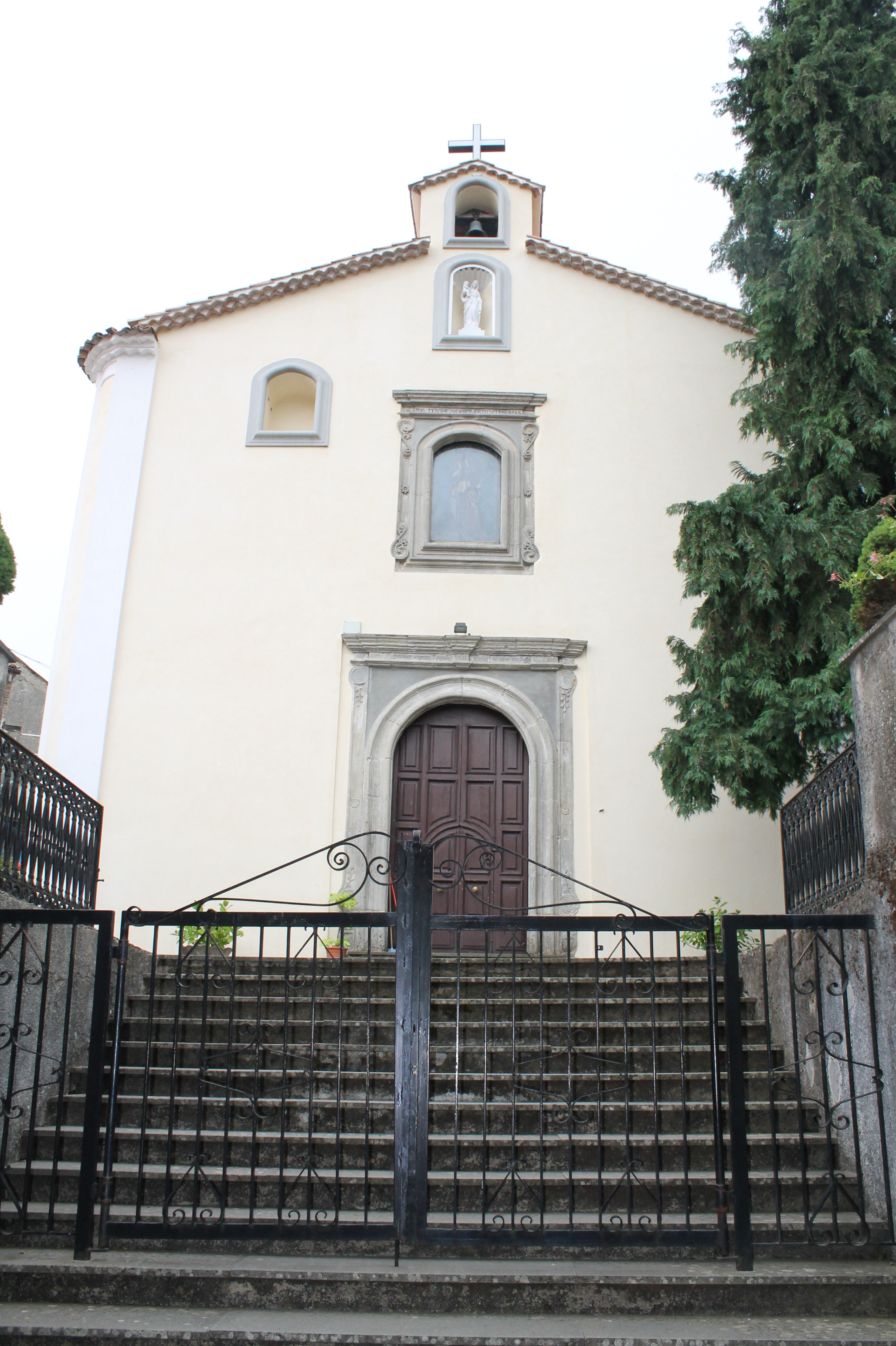
Chiesa del Borgo (2012)

- Chiesa Madre, in cui si può ammirare uno crocifisso in grandezza naturale e una ricostruzione della grotta di Lourdes.
- Chiesa del Borgo, più recente di quella matrice, è stata costruita da maestri fuscaldesi. All'esterno è da vedere il portale in pietra, mentre all'interno vi sono l'altare, il pulpito con motivi barocchi e un organo del Seicento, spagnolo a canne.
- Chiesa di Sant'Antonio
- Chiesa di Santa Rita
- Chiesa di Santa Maria Assunta
- Chiesa di San Martino Vescovo
- Santuario della Misericordia, in contrada San Bartolo.
- Chiesa del Carmine

### Architetture civili

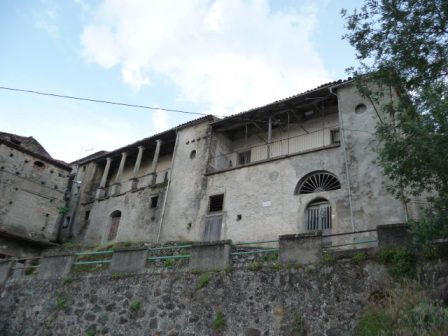
Palazzo Garrafa, già Tocci, del sec. XVII

- Palazzo Scavello
- Palazzo Musacchio
- Palazzo Garrafa
- Palazzo Carci
- Palazzo Alimena

## Società

### Evoluzione demografica

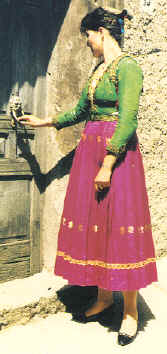
abito tradizionale Arbëreshe

Abitanti censiti

## Cultura

### Feste e tradizioni
- 12 febbraio: festa religiosa in onore della Beata Vergine della Misericordia, in ricordo del terremoto del 12 febbraio 1854. La festa si celebra in una cappella che si trova in campagna, in località detta la Misericordia, con grande concorso di gente.
- Martedì di Pasqua: festa votiva all'Immacolata, per ringraziamento di grazia ricevuta. La peste infuriava nella località Vurge (il borgo) e per evitare che passasse oltre il torrente Giovanni, venne propiziata l'intercessione della Vergine con una processione, che ogni anno è stata ripetuta fino al 2008. È consuetudine la mattina di Pasqua (Pashkët), nel momento della gloria che annuncia la resurrezione di Cristo, girare casa per casa, portando gli auguri pasquali a parenti e amici e lasciando ramoscelli della pianta di erica benedetta lulezoi dera, ossia la porta è fiorita.
- 15 agosto: festa in onore di Maria Assunta nella frazione di Santa Maria Le Grotte.
- 11 novembre: festa patronale di San Martino di Tours.
- Ultima domenica di settembre: festa religiosa in onone della Beata Vergine della Misericordia.

## Geografia antropica

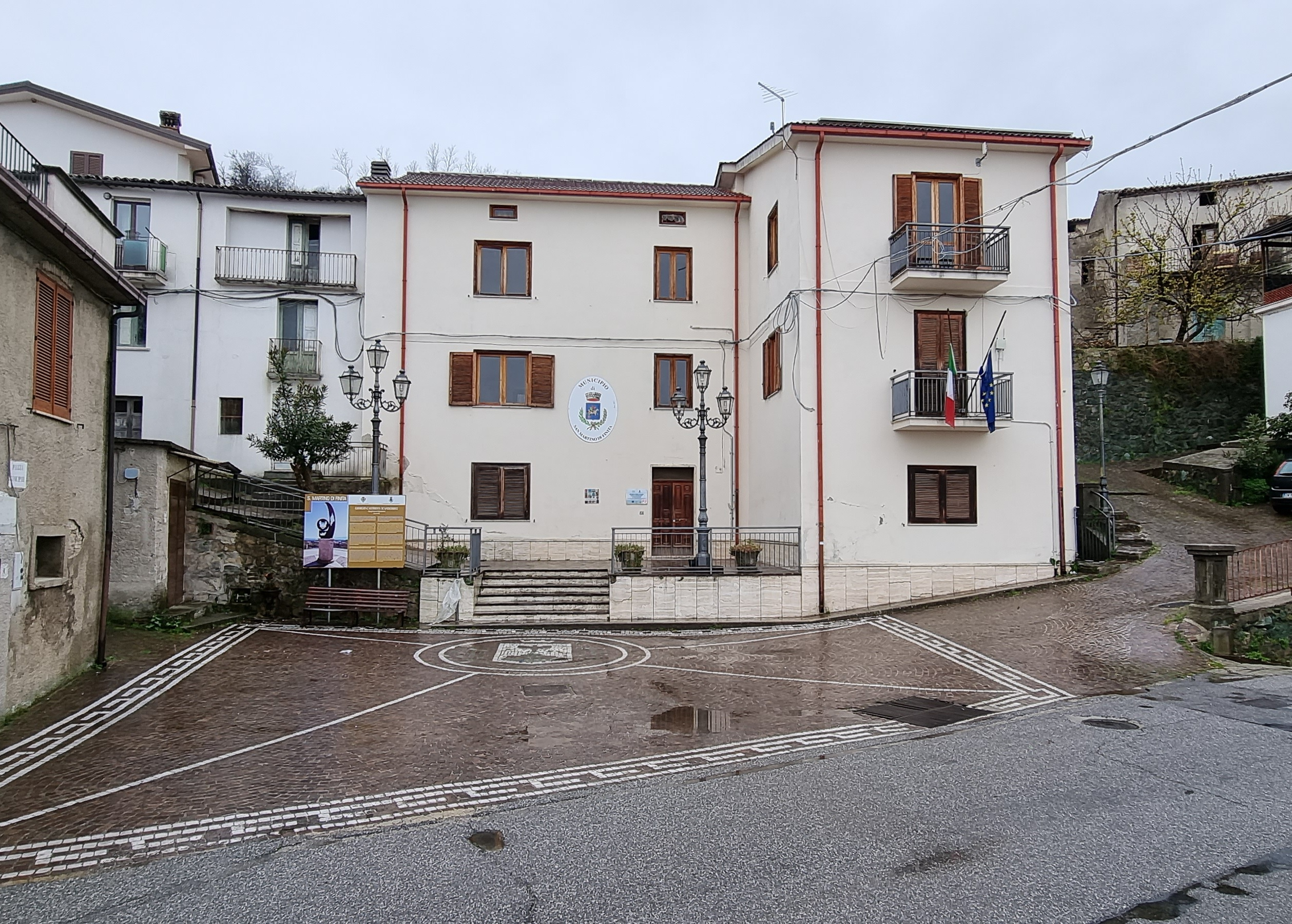
Municipio

Il centro abitato conta circa 350 abitanti, il resto è distribuito tra la frazione Santa Maria Le Grotte (circa 700), abitata da italianofoni ed il resto delle contrade.
Il Comune ha un'estensione territoriale di 23,90 km² e confina con i comuni di Rota Greca, Lattarico, Torano Castello e Cerzeto. Fa parte dello stesso comune la frazione Santa Maria le Grotte, di lingua italo-romanza, e diverse piccole contrade tra cui Veltri, un tempo popolata quasi esclusivamente da famiglie albanesi, San Bartolo e Brugnano. Il centro urbano è diviso in quartieri con toponimi albanesi: Rahj (Poggio), Nën Rahj (Sotto il Poggio), Kroi Naskut o Kroi Muzakut (Fontana di Carlo Musacchio), Qaca (Piazza), Kongat (Conche), Malikat o Malicchia, Kumba (Essiccatoio), Vurgu (Borgo), Krie Vurgut (Sopra il Borgo), Barrakët (Baracche, anche conosciuto come Sheshez, cioè Pianori).
La lingua principalmente parlata è l'Arbërisht, una variante antica del dialetto tosco dell'Albania meridionale conservata dagli avi in terra italiana.

### Gjitonìa

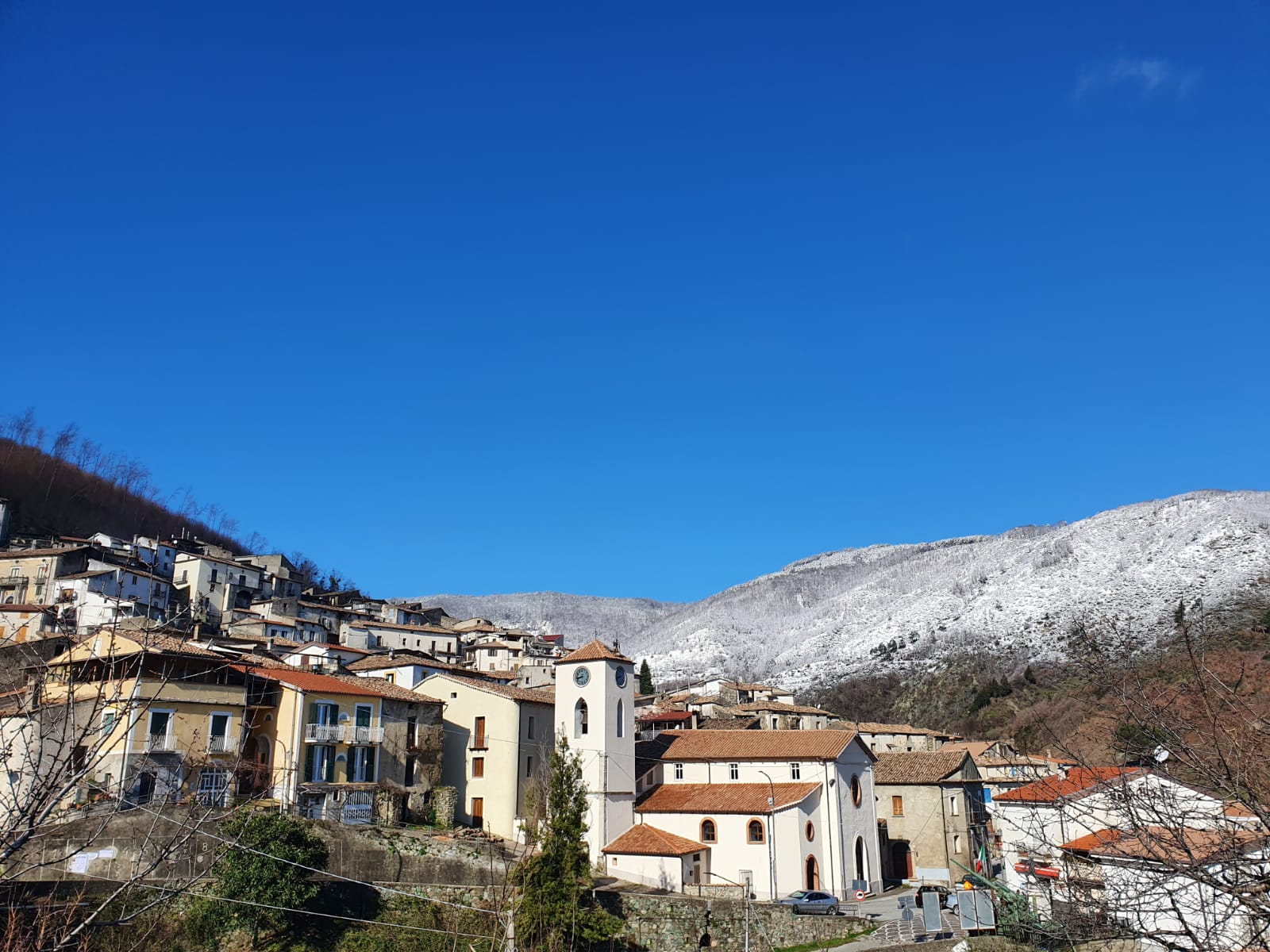
Veduta del rione Piazza

Per qualsiasi approccio di studio socio-antropologico ci si rapporti alla comunità di San Martino, non si può prescindere da quella che è stata la sua struttura sociale ed organizzativa, ossia la gjitonia. Il termine indica la microstruttura in cui è organizzata la società arbëreshe.
Da un'analisi demografica storica, riguardante la composizione e la collocazione spaziale delle famiglie, e con il supporto della toponomastica, si nota che almeno fino alla prima metà dell'Ottocento, le famiglie appartenenti ad un unico casato occupavano interi quartieri e con la presenza di famiglie esterne, il più delle volte imparentate a loro, anche se nel registro dell'anagrafe ancora nell'Ottocento risulta un numero rilevante di matrimoni tra persone con lo stesso cognome.  Così si avevano i quartieri dei Tocci (chiamato Rahji), dei Pinnola, dei Malicchia (nel XVII sec. La Malicchia, e già dal sec. XIX, per corruzione del nome, Malikàt, includendo anche il quartiere dei Pinnola), dei Musacchio e rioni in cui risiedevano i Drammis, i Perrotta, e altri ancora.
I quartieri erano ulteriormente suddivisi in gjitoni e questo rimanda al corrispettivo della struttura urbanistica e sociale dei Griki nel Salento, la ghetonia, come ampliamento dell'abitazione in seguito al matrimonio dei figli maschi. Con il tempo, attraverso i matrimoni e lo spopolamento del paese, le gjitoni hanno finito per perdere l'elemento strutturale verticale ed evolversi verso quello di tipo orizzontale.  Quindi, non necessariamente il gjiton è un parente.
Seppur da struttura sociale di tipo verticale la gjitonia si è evoluta in struttura di tipo orizzontale, le relazioni tra i suoi appartenenti erano molto strette, come quelle con i parenti. Forse proprio per supplire al cambiamento intercorso, all'interno delle varie gjitoni erano favoriti i matrimoni ma anche i legami di comparaggio. Fenomeno importante per il rafforzamento dei legami era l'allattamento. Non solo le puerpere più ricche di latte allattavano i figli di coloro che ne avevano meno, ma quando le giovani madri si allontanavano insieme per i lavori comunitari, una di loro restava in casa allattando e accudendo i neonati delle altre, a rotazione. E le donne da cui si era preso il latte, erano chiamate mamau, variante del termine mëma (mamma).
Anche il rito di fratellanza e sorellanza vollamët e motërmat, varianti dei termini vulla e motër (rispettivamente fratello e sorella), consistente in un'agape eseguita all'esterno del centro abitato, la domenica in Albis, tramite cui si rafforzano ulteriormente i legami tra i partecipanti, un tempo era organizzata tra i vari gjitonë.
In seno a questa struttura si eseguivano i lavori comunitari e si attuava il mutuo soccorso. Questo ruolo era demandato specialmente alle donne e alle adolescenti che non rifiutavano di fare compagnia di notte alle anziane sole, di recarsi a prendergli l'acqua alla fonte; andargli incontro e prendergli il carico della legna prima che entrassero nel centro abitato, per risparmiargli un po'di fatica. E le anziane ripagavano trasmettendo il loro sapere che così si tramandava da una generazione all'altra.
Nella gjitonia si formavano i giovani sui valori fondanti della comunità, si apprendevano i modi comportamentali, gli usi, i costumi e i riti. Lì gli venivano narrate le antiche fiabe, le leggende; gli si insegnavano le preghiere e i canti sacri come i canti profani. Lì venivano iniziati all'esecuzione dei canti tradizionali e alle danze.
Una comunità così rigidamente strutturata potrebbe far pensare ad una società chiusa, ed in parte lo era.  Ma d'altro canto, una breve indagine d'archivio mostra che già nel secolo XVII diversi Sammartinesi si sposavano con persone di altre comunità limitrofe come Rota, Mongrassano e Serra di Leo, e di aree geografiche diverse, ma della stessa origine etnica, come Santa Caterina, Spezzano Albanese e Falconara Albanese. Non mancano però matrimoni, anche se numericamente inferiori, con persone di paesi latini come Torano e Guardia.
Le relazioni con altre comunità, per motivi commerciali, come l'acquisto del sale a Lungro, del miglio a Sartano e a Spezzano; la partecipazione alle fiere come quella di Solferano a Bisignano, i pellegrinaggi al santuario della Madonna del Pettoruto a San Sosti e a quello di San Francesco di Paola nell'omonima città, hanno contaminato la sua cultura. Ciò è ben visibile anche nel vasto repertorio delle melodie dei vjeshë e degli ajër, alcuni dei quali presenti in altre comunità, nonché di canti in calabrese.

### Frazioni

#### Santa Maria Le Grotte
La frazione Santa Maria Le Grotte dista dal capoluogo 6 km circa ed è situata più a valle, a 410 metri di altitudine, nei pressi del fiume Coscinello. Probabilmente esisteva già prima dell'arrivo degli Albanesi, quale piccola fortificazione chiamata Santa Maria di Lattaraco.
Accanto all'italiano si parla uno dei dialetti italo-romanzi calabresi.

## Economia
Agricoltura e pastorizia sono le uniche voci di sviluppo economico, insieme allo sfruttamento del legname presente sui colli che circondano il centro abitato. Come per tutti i comuni limitrofi sono assenti industrie e settore dei servizi, eccetto per piccole attività commerciali per lo più a conduzione familiare.

### Artigianato
Per antica tradizione, in alcune famiglie vengono ancora prodotti arazzi e coperte lavorati con i telai a mano, caratterizzati da disegni e da temi ispirati alla storia albanese.

## Amministrazione
| Periodo | Periodo   | Primo cittadino  | Partito                    | Carica  | Note |
| ------- | --------- | ---------------- | -------------------------- | ------- | ---- |
| 1988    | 1990      | Armando Tocci    | Partito Comunista Italiano | Sindaco |      |
| 1990    | 1995      | Geniale Paura    | Partito Comunista Italiano | Sindaco |      |
| 1995    | 2004      | Pasquale Filippo | Sinistra                   | Sindaco |      |
| 2004    | 2012      | Teodoro Santoro  | Lista civica               | Sindaco |      |
| 2012    | 2013      | Vito Turco       | Commissario straordinario  | Sindaco |      |
| 2013    | 2018      | Armando Tocci    | Lista civica               | Sindaco |      |
| 2018    | in carica | Paolo Calabrese  | Lista civica               | Sindaco |      |